# 羊水过多
羊水过多 (polyhydramnion, hydramnios, polyhydramnios)是指妊娠期间子宫内的羊水量超过一定值。约有1%的孕妇会出现羊水过多。  典型的诊断是羊水指数超过24厘米。
临床有两种羊水过多:
- 慢性羊水过多：羊水量逐渐积累
- 急性羊水过多：羊水量在短期内迅速增加

与之相反的是羊水过少，指羊水不足。